# Nhựa polyester
Nhựa polyester (keo polyester) là loại nhựa tổng hợp chưa bão hòa hình thành bởi phản ứng hóa học giữa axit hữu cơ hai base và rượu polyhydric. Nhựa polyester (keo poly) thường được sử dụng trong vật liệu SMC (sheet moulding compound), BMC (bulk moulding compound), Hand lay-up, Gun spray-up,... trong sản xuất sản phẩm FRP (fiberglass reinforced plastic).
Việc kết hợp nhựa poly không no với chất xúc tác styrene (styrene monomer – SM) làm giảm độ nhớt của nhựa. Nhựa hóa rắn bởi quá trình tạo liên kết bên trong nhựa. Đó là phản ứng tạo liên kết ngang giữa các gốc tự do, không no trong các phân tử liền kề tạo thành chuỗi liên kết bền vững. Quá trình tạo liên kết ngang được thúc đẩy và hỗ trợ bởi các chất xúc tác organic peroxides (benzoyl peroxide hoặc metyl etyl ketone poeroxide)
Nhựa polyester (keo poly) là loại nhựa nhiệt rắn, tỏa nhiệt trong quá trình đóng rắn. sử dụng chất xúc tác quá liều có thể dẫn đến hiện tượng bốc cháy trong quá trình đóng rắn ngoài ra sản phẩm tạo thành sẽ bị giòn và dễ gãy, vỡ. Nhựa polyester (keo poly) chủ yếu dùng làm vật liệu nền trong sản phẩm composite.
Phân loại keo poly dựa trên ứng dụng:
Keo đắp (laminate)
Keo đúc (casting)
Keo giả đá (articrical marble)
...
Ứng dụng của nhựa polyester (keo poly) chủ yếu dùng làm vật liệu nền trong sản phẩm composite:
·       Chậu composite, chậu hoa composite, chậu cây composite, bình hoa composite...
·       Tủ điện composite
·       Tàu thuyền composite (tàu đánh cá gỗ vỏ composite, tàu kiểm ngư..)
·       Du thuyền composite
·       Bình gas composite
·       Bồn chứa composite (bồn chứa axit, bồn chứa nước...)
·       Bọc phủ nền composite (các công trình liên quan tới hóa chất)
·       Nhà vệ sinh công cộng composite
·       Thùng rác composite
·       Cano composite
·       Thùng xe đông lạnh composite, các linh kiện thay thế xe bán tải
·       Đồ chơi ngoài trời composite
·       Ống dẫn khí composite, ống dẫn nước composite
·       Thùng chứa hàng composite
·       Bàn ghế composite, nắp hố gas composite, tấm chắn lưới composite
·       Biogas composite
·       Bể chứa axit composite, bể bơi composite
·        ....